# Rocca Pia
Rocca Pia é uma comuna italiana da região dos Abruzos, província de Áquila, com cerca de 189 habitantes. Estende-se por uma área de 45 km², tendo uma densidade populacional de 4 hab/km². Faz fronteira com Pescocostanzo, Pettorano sul Gizio, Rivisondoli, Scanno.

## Demografia
| Variação demográfica do município entre 1861 e 2011                               |
|                                                                                   |
| Fonte: Istituto Nazionale di Statistica (ISTAT) - Elaboração gráfica da Wikipedia |